# Pokémon Conquest
Pokémon Conquest, in Giappone Pokémon + Nobunaga no yabō (ポケモン＋ノブナガの野望?), è un videogioco strategico a turni del 2012 sviluppato da Tecmo Koei, pubblicato da The Pokémon Company e distribuito da Nintendo per Nintendo DS. Il gioco è un crossover tra la serie di videogiochi Pokémon e Nobunaga no yabō. Il gioco è stato pubblicato in Giappone il 17 marzo 2012, in Nord America il 18 giugno 2012 e in Europa il 27 luglio 2012.
Il videogioco è stato annunciato al Jump Festa 2011 e rivelato ufficialmente dalla rivista CoroCoro Comic. Ha inoltre ricevuto un adattamento manga.

## Trama

### Ambientazione
La storia è ambientata nell'isola di Ralsei, un'isola suddivisa in 17 regni, dominati ciascuno da un signore della guerra, che richiama il Giappone feudale. Una leggenda narra che chi riuscirà a unificare i 17 regni di Ransei avrà la possibilità di incontrare il leggendario Pokémon Arceus, creatore della regione. Il giocatore controlla l'eroe protagonista, shogun del regno di Aurora.

### Storia
L'avventura inizia nel regno di Aurora, dove l'eroe (o l'eroina) protagonista risiede ed è appena stato proclamato Signore della Guerra di Aurora. Koroku e Nagayasu, guerrieri del vicino regno di Ignis, irrompono ad Aurora per affrontare il nuovo lord, ma vengono sconfitti da lui e da una giovane ragazza di nome Oichi. Quest'ultima spiega al giocatore che tutti gli altri regni di Ransei sono diventati ostili l'uno verso l'altro, in quanto ognuno di essi è determinato a realizzare la leggenda. Questo evento dà inizio al viaggio del giocatore, che ha l'obbiettivo di unificare gli altri regni e portare la pace a Ransei.
Tempo dopo, Oichi spiega al giocatore che suo fratello è Nobunaga, lo shogun che ha unificato i regni della Ransei settentrionale allo scopo di adempiere la profezia e usare il potere di Arceus per distruggere Ransei. Dopo aver conquistato i due regni di Terrera e Illusio, il giocatore si confronta con Nobunaga, unico signore della guerra rimasto sulla sua strada. Nobunaga sottolinea la follia del giocatore e di Oichi, che osano opporsi a lui, prima di tornare nel regno di Dragnor.
Dopo aver conquistato 16 regni e raggiunto il regno di Dragnor, Oichi e il giocatore si confrontano con Nobunaga, che, nonostante l'aiuto del suo fidato Zekrom viene però sconfitto assieme al suo esercito. Il giocatore sale infine in cima alla Torre Infinita, dove Arceus si materializza di fronte a lui. Dopo essere riuscito a legare a lui il Pokémon leggendario, il giocatore viene però attaccato di sorpresa da Nobunaga, ora affiancato da un Rayquaza cromatico, affiancato da Mitsuhide, Nō, Ieyasu, Ranmaru e Hideyoshi nella battaglia finale. Dopo essere stato nuovamente sconfitto, Nobunaga rivela che il suo scopo era far cessare i conflitti nella regione.

## Modalità di gioco
Il giocatore, accompagnato da un Eevee, viaggia attraverso la regione di Ransei (ランセ地方, Ranse-chihō) facendo amicizia con vari Pokémon e combattendo Guerrieri (ブショー, Bushō) e Signori della Guerra (ブショーリーダー, Bushō Rīdā) per conquistare e unificare la regione; Guerrieri e Signori della Guerra possono unirsi alla squadra del giocatore una volta sconfitti, consentendo al giocatore di avere accesso a più Pokémon. Il gameplay è di strategia a turni ed è un gioco di ruolo tattico a differenza dei giochi Pokémon della serie principale, con diversi Pokémon in grado di utilizzare diversi attacchi e mezzi di movimento. Guerrieri e Signori della Guerra dispongono anche di abilità in grado di influenzare la battaglia che aumentano le abilità dei loro Pokémon, ma possono essere usati solo una volta per scontro. Questi effetti vanno dall'aumento della potenza di attacco, al ripristino della salute o persino all'invincibilità temporanea.
A differenza dei giochi Pokémon della serie principale, ogni Pokémon è in grado di utilizzare una sola mossa. Questa mossa è determinata dalla specie del Pokémon e di solito viene scelta tra le più rappresentative a sua disposizione; ad esempio, Excadrill utilizza la sua mossa peculiare Giravvita. Inoltre, nel gioco è disponibile solo una frazione dei 649 Pokémon esistenti al momento della pubblicazione. Il sistema di cattura della serie principale è sostituito da un minigioco in cui un Guerriero cerca di legarsi a un Pokémon selvatico coordinando la pressione dei pulsanti con un display, simile a Dance Dance Revolution. Il sistema di livellamento della serie principale è sostituito da un concetto chiamato "collegamento", una percentuale che aumenta fino a un certo massimo e riflette le statistiche di combattimento di quel Pokémon. Ogni Guerriero ha un'affinità naturale con determinati tipi, che garantisce un maggiore legame massimo con i Pokémon di quei tipi e quindi una potenza maggiore raggiungibile. Inoltre, ogni Guerriero e Signore della Guerra ha una famiglia evolutiva di Pokémon con cui possono formare un legame al 100% o perfetto. Inoltre, alcuni Signori della Guerra possono creare legami con Pokémon leggendari. Il sistema di evoluzione della serie principale è stato mantenuto, ma invece di richiedere il raggiungimento di un livello specifico, i Pokémon si evolvono raggiungendo determinate condizioni come raggiungere un collegamento specifico o vincere una battaglia in un regno specifico. I Signori della Guerra stessi sono anche in grado di evolversi raggiungendo determinate condizioni, come raggiungere una certa percentuale di collegamento con un Pokémon.
I vari Guerrieri e Signori della Guerra nel gioco prendono il nome da personaggi della storia giapponese, e l'antagonista Nobunaga (ノブナガ) che è una versione della vera figura storica Oda Nobunaga. Dopo aver sconfitto Nobunaga e aver completato la trama principale, i giocatori hanno la possibilità di affrontare 36 episodi speciali, interpretando di volta in volta uno degli altri Signori della Guerra e con obiettivi diversi (come conquistare una porzione di Ransei anziché l'intera regione). Gli episodi fanno spesso riferimento a eventi storici reali, come il tradimento di Nobunaga da parte di Mitsuhide e l'unificazione della maggior parte del Giappone da parte di Hideyoshi. Dopo che gli episodi dei 16 signori della guerra senior sono stati completati, verrà sbloccato un episodio finale, che è essenzialmente un nuovo gioco con il personaggio principale giocabile, ma include le funzionalità aggiuntive degli episodi post-partita.

## Sviluppo
Pokémon + Nobunaga's Ambition venne rivelato per la prima volta il 17 dicembre 2011 alla "Jump Festa" di Shueisha, un evento dedicato ad anime e manga da Nintendo e Tecmo Koei, che annunciarono che il lancio sarebbe avvenuto nel 2012. The Pokémon Company annunciò una trasmissione in diretta che avrebbe rivelato ulteriori informazioni per i consumatori in Giappone, che si tenne il 19 gennaio 2012. Parte dei design dei personaggi fu utilizzata anche per Samurai Warriors 3. I design furono ritoccati da Ken Sugimori. Il 4 aprile 2012 venne annunciato su Pokemon.com che Pokémon + Nobunaga's Ambition sarebbe stato reso disponibile negli Stati Uniti il 18 giugno 2012 con il nome di Pokémon Conquest.

## Accoglienza
| Testata               | Giudizio |
| --------------------- | -------- |
| Metacritic (media al) | 80/100   |
| Destructoid           | 8/10     |
| Eurogamer             | 7/10     |
| Famitsū               | 34/40    |
| Game Informer         | 7/10     |
| GameSpot              | 6,5/10   |
| GamesRadar            | 4/5      |
| IGN                   | 9/10     |
| Jeuxvideo.com         | 9/20     |
| Multiplayer.it        | 8,4/10   |
| Nintendo World Report | 9/10     |
| RPGamer               | 4/5      |

Pokémon Conquest ha ricevuto recensioni positive, con un punteggio di 80/100 su Metacritic. Famitsū ha elogiato l'accessibilità del gioco per i giovani giocatori, l'elevata rigiocabilità e la capacità di mescolare i Pokémon con un'ambientazione storica tradizionale giapponese. IGN ha assegnato al gioco il premio Editor's Choice, lodando il suo gameplay profondo e definendolo "uno dei più grandi spin-off Pokémon esistenti".
Il gioco ha venduto 341 000 copie in Giappone nel 2012.